# William Corbett (Komponist)
William Corbett (* um 1680 in London; † 7. März 1748 ebenda) war ein englischer Komponist und Geiger des Barock.

## Leben
William Corbett war bereits vor 1700 Violinist und Komponist am New Theatre in London (Lincoln’s Inn Fields). Ab 1705 war Corbett Orchester Direktor am King’s Theatre. 1709 wurde er Mitglied des Royal Orchestra. 1716 wurde er Kapellmeister der King’s Band. Zwischen 1715 und 1726 lebte häufig für längere Zeit in verschiedenen Städten Italiens, um sich mit der Musik, vor allem aber mit der italienischen Oper vertraut zu machen, die im Gegensatz zur englischen Oper, die Sprechszenen enthielt, durchgehend gesungen wurde (all sung opera).
Corbett konnte eine bedeutende Sammlung wertvoller Violinen, darunter Instrumente von Jakob Stainer, Antonio Stradivari, Nicola Amati, Giovanni Paolo Maggini und Gasparo da Salò, sowie weitere Musikalien und Gemälde zusammentragen. Eine Violine von Matthias Alban soll aus dem Besitz von Arcangelo Corelli gewesen sein. Bereits zu Lebzeiten geriet Corbett in Verdacht, dass er durch Spitzeltätigkeiten für den englischen Hof so viele Mittel zusammentragen konnte. Zahlreiche Widmungen in seinen Konzerten, die dem Hochadel galten, bestärkten diesen Verdacht. Corbett organisierte zahlreiche Benefizkonzerte, zum Teil mit recht seltenen Instrumenten, wie der Viola d’amore oder der Viol de venere, mit der Ankündigung beziehungsweise mit dem Vermerk „with Instruments never heard in Publick“.

## Werke (Auswahl)
Sein bedeutendstes Werk sind die effektvollen Concerti grossi Le Bizzarie Universali op. 8, in denen er verschiedene regionale oder nationale Stile parodiert, wie beispielsweise alla Francese, alla Bergamasca, alla Turinese, alla Spagniola, al’Irlandese und mehr.
Vokalwerke
- 1699: Henry VI., Libretto von Betterton
- 1703: As You Find It
- 1703: Love Betrayed, or The Agreeable Disappointment
- 1706: British Enchanters, or No Magick Like Love
- 1725: Lost is My Love op. 7, Kantate mit Orchester

Instrumentalwerke
- 1700: Twelve Sonatas a tre for 2 violins and basso continuo op. 1
- 1703: The Instrumental Musick for January, February and March, for 2 flutes and basso continuo
- 1705: Six Sonatas for 2 flutes and basso continuo op. 2
- 1728: Le Bizzarie Universali in Four Parts op. 8 (2 Violinen, Bratsche und Basso continuo)
- 1742: 35 Concerti Le Bizzarie Universali in Seven Parts op. 8 in Bearbeitung als Concerti grossi